# Utrg
Utrg (cyr. Утрг) – wieś w Czarnogórze, w gminie Bar. W 2011 roku liczyła 26 mieszkańców.